# Rudolf Anthes
Rudolf Anthes (* 1. März 1896 in Hamburg; † 5. Januar 1985 in Berlin) war ein deutscher Ägyptologe. Er war von 1935 bis 1939 und von 1945 bis 1950 Leiter des Ägyptischen Museums Berlin. Von 1947 bis 1950 lehrte er als Professor für Ägyptische Archäologie an der Humboldt-Universität zu Berlin, von 1951 bis 1963 als Professor für Ägyptologie an der University of Pennsylvania.

## Leben
Rudolf Anthes legte die Reifeprüfung 1914 in Schulpforta ab, mit seinem Vorgänger Karl Richard Lepsius und seinem Nachfolger Karl-Heinz Priese waren insgesamt drei Direktoren des Ägyptischen Museums Berlin Absolventen der Landesschule. Nach dem Abitur nahm er zunächst ein Studium der Theologie und Alten Geschichte an der Universität Tübingen auf, das er für den Wehrdienst im Ersten Weltkrieg von 1914 bis 1918 unterbrach, bei den Kämpfen verlor er ein Auge. Nach dem Krieg setzte er zunächst das Theologiestudium an der Universität Greifswald fort, wollte nach den Kriegserlebnissen aber nicht mehr die Theologenlaufbahn einschlagen. Somit wechselte er an die Universität Berlin und zur Ägyptologie. Er wurde 1923 mit der Arbeit Die Zeit des Gaufuersten Neheri nach den Graffiti im Alabasterbruch von Hatnub in Mittelaegypten in Berlin bei Adolf Erman promoviert. Erman hatte auch darüber hinaus nachhaltigen Einfluss auf die wissenschaftlichen Interessen Anthes'.
Nach seinem Abschluss arbeitete Anthes sieben Jahre am Wörterbuch der ägyptischen Sprache mit und setzte damit eine Arbeit fort, die er schon 1920 begonnen hatte. 1927 bis 1929 war er Assistent an der Abteilung Kairo des Archäologischen Instituts des Deutschen Reiches und nahm unter anderem an Ausgrabungen in Luxor teil. Während der Grabungskampagnen 1931/32 und 1932/33 arbeitete er an den Ausgrabungen von Uvo Hölschers in Medinet Habu mit. 1929 wurde er Hilfsarbeiter am Ägyptischen Museum Berlin und habilitierte sich 1931 an der Universität Halle. 1931 bis 1937 war er Privatdozent in Halle und ab 1932 auch Kustos der dortigen Sammlung. Zudem war Anthes ab 1932 zunächst Kustos, ab 1935 in Nachfolge von Heinrich Schäfer amtierender Leiter des Ägyptischen Museums Berlin. Mehrfach war er in dieser Zeit wegen Arbeitsüberlastung erkrankt, eine Umhabilitation nach Berlin lehnte das Ministerium jedoch 1938 ab. 1940 wurde der den Nationalsozialisten politisch zuverlässige Günther Roeder Direktor der Sammlung, der als politisch unzuverlässig geltende Anthes konnte seine Stelle als Kustos jedoch von 1941 bis 1943 weiter bekleiden. Zwischen 1943 und 1945 war er in niederer Funktion beim Zoll, nach anderen Angaben bei der Wehrmacht in der besetzten Tschechoslowakei eingesetzt.
1945 war Anthes mehrere Monate in sowjetischer Kriegsgefangenschaft und wurde noch im selben Jahr nach der Entlassung wieder Direktor der Berliner Sammlung und blieb in dieser Position bis 1950. Sein Nachfolger wurde 1952 Siegfried Morenz. 1946 hatte er einen Lehrauftrag, 1947 wurde er zudem Professor für Ägyptische Archäologie an der Berliner Universität und heiratete im selben Jahr seine Frau Agathe. 1950 ging er auf Einladung von Froelich G. Rainey und Ephraim Speiser in die USA und verließ damit die DDR, deren System er ebenfalls nicht mochte.
Ab September 1951 war er Professor für Ägyptologie am Departement für orientalische Studien an der University of Pennsylvania und Kurator der universitären ägyptischen Sammlung. Mit Henry George Fischer und Alan Richard Schulman betreute er die beiden ersten Promovenden der Universität in der Fachrichtung überhaupt. Ausgrabungen der Universität begleitete er in Memphis. Während zweier Grabungsperioden 1955 und 1956 legte er einen kleinen Tempel von Pharao Ramses II. frei. Einer seiner engen Freunde in Pennsylvania war der Assyriologe Noah Kramer. 1963 ging er in Pension und wieder zurück nach West-Berlin. Die US-Staatsbürgerschaft hatte er, als sich ihm die Gelegenheit dazu bot, nicht angenommen, da er dann auch in den USA den politisch motivierten Reisebeschränkungen der McCarthy-Ära unterworfen gewesen wäre.
Anthes galt als ernste und formalistische Person und erschien insbesondere den US-Amerikanern als sehr deutsch. Andererseits wurde er auch als sehr warmherzig angesehen. Georg Steindorff führte Anthes in seiner bekannten „Steindorff-Liste“ an zweiter Position hinter Alexander Scharff in der Liste der in der NS-Zeit immer integer gebliebene Ägyptologen. Laut Steindorff wurde er von NS-Kollegen als Freimaurer denunziert. Er war seit 1931 Mitglied der Berliner Freimaurerloge Pythagoras zum flammenden Stern. Wissenschaftlich war er insbesondere an der Religions- und Kulturgeschichte interessiert und galt insbesondere als Kenner der ägyptischen Plastik. Nachhaltigen Einfluss hatte er mit mehr als 20 Dienstjahren auf den Fortgang des Berliner Ägyptischen Museums. Die Kriegsschäden und die Trennung der Sammlung in eine Ost- und West-Berliner Sammlung bereiteten ihm bis zu seinem Tod Schmerzen. In den USA hatte er neben Personen wie Bernard V. Bothmer großen Einfluss auf den Fortgang der Ägyptologie, die er noch in der philologischen und der archäologischen Richtung betrieb. Als Philologe trat er in erster Linie als Bearbeiter von Inschriften hervor.
Anthes war ab 1939 ordentliches Mitglied des Deutschen Archäologischen Instituts. 1966 wurde ihm das Verdienstkreuz 1. Klasse der Bundesrepublik Deutschland verliehen.
Anthes wurde in Hamburg beerdigt. In Berlin erinnert an ihn sein Name auf dem Grabstein seiner Witwe, Agathe Anthes, geb. Sauberzweig-Schmidt (* 3. Juni 1888; † 17. März 1976), auf dem Friedhof Steglitz in Berlin, Bergstraße, (D-V-ERB-449).

## Schriften (Auswahl)

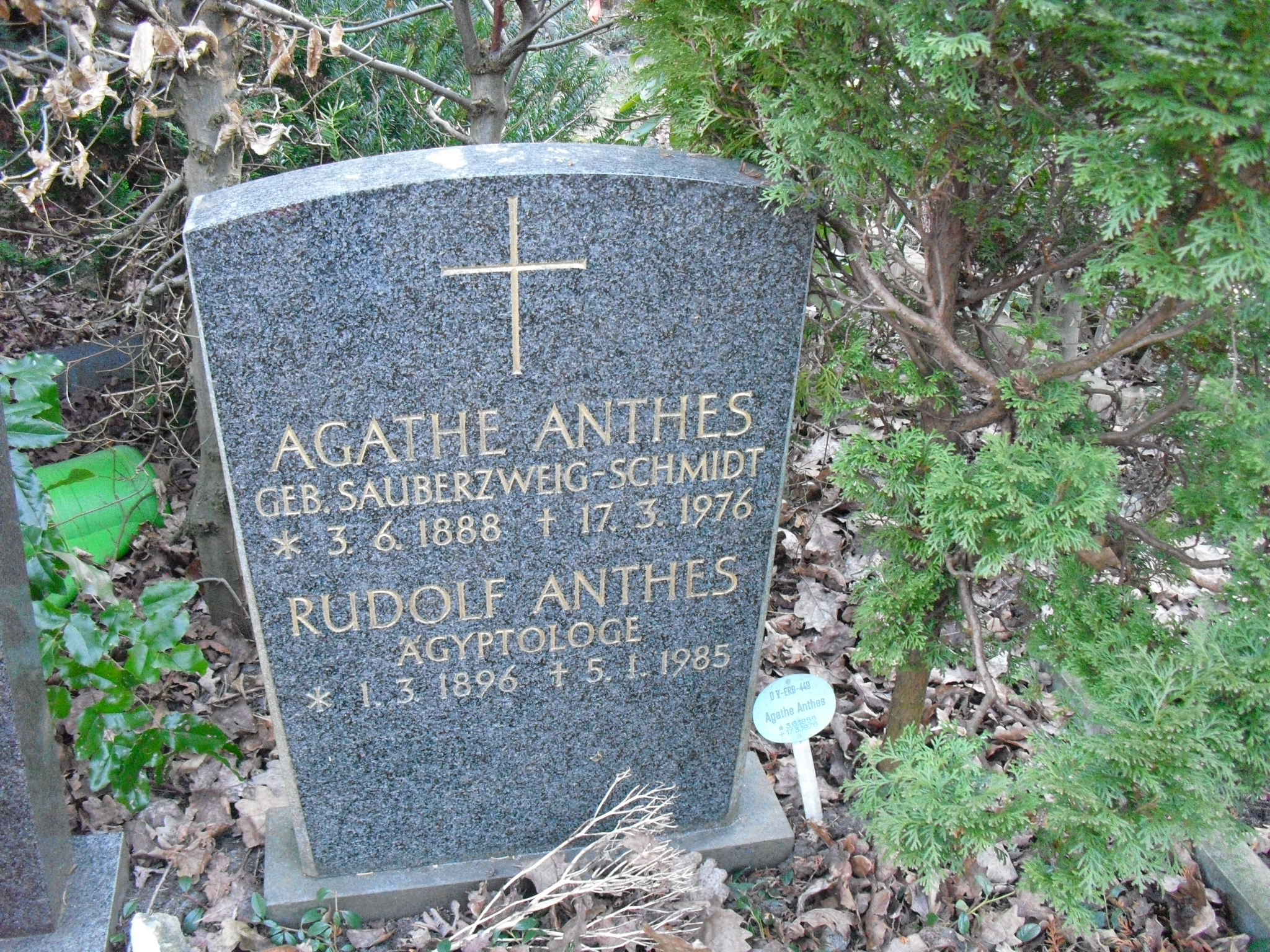
Grabstein auf dem Friedhof Steglitz

- Die Felseninschriften von Hatnub nach den Aufnahmen Georg Möllers. Hinrichs, Leipzig 1928 (= Untersuchungen zur Geschichte und Altertumskunde Aegyptens. Band 9).
- Lebensregeln und Lebensweisheit der alten Ägypter. Hinrichs, Leipzig 1933 (= Der Alte Orient. Band 32, Heft 2)
- Meisterwerke ägyptischer Plastik. Günther, Berlin 1941 (= Die Sammlung Parthenon.).
- Die Büste der Königin Nofret Ete. Gebr. Mann, Berlin 1954.
  - auch mehrere Auflagen in Englisch: The Head of Queen Nofretete.
- Ägyptische Theologie im dritten Jahrtausend v. Chr. ELTE, Budapest 1983 (= Etudes publiées par les Chaires d'Histoire Ancienne de l'Université Loránd Eötvös de Budapest. Band 35; Studia Aegyptiaca. Band 9).